# Carl Ludwig Schreiber (Politiker)
Johann Carl Ludwig Schreiber (* 14. März 1803 in Rehme; † 27. Februar 1855 in Bielefeld) war ein deutscher Jurist und Mitglied der Frankfurter Nationalversammlung.

## Leben
Carl Ludwig Schreiber studierte Rechtswissenschaften in Halle an der Saale und in Göttingen. Danach trat er in den preußischen Justizdienst ein. Er war zwischen 1825 und 1827 Auskulator, anschließend Referendar und von 1830 bis 1831 Assessor am Oberlandesgericht in Paderborn. Danach war er bis 1844 Land- und Stadtgerichtsassessor. Anschließend war Schreiber bis 1849 Land- und Stadtgerichtsrat in Bielefeld. Zwischen 1849 und 1852 war er interimistischer Staatsanwalt bei den Kreisgerichten in Bielefeld und Halle in Westfalen. 
Schreiber war aktiv in der Evangelischen Landeskirche in Preußen und war Mitglied der Kreissynode in Bielefeld. In den Jahren 1844 und 1847 gehörte er auch der Provinzialsynode für die Provinz Westfalen und sogar der preußischen Generalsynode von 1846 an. Für den Wahlkreis Bielefeld wurde er 1848 in die Frankfurter Nationalversammlung gewählt. Dem Parlament gehörte er bis zum 11. April 1849 an. Schreiber war Mitglied der Casinofraktion. Er hat Friedrich Wilhelm IV. zum deutschen Kaiser mitgewählt. Im Juni 1849 gehörte er auch der Gothaer Versammlung an.